# Samuel Traugott Schiel
Samuel Traugott Schiel (Brassó, 1812. április 14. – Brassó, 1881. április 11.) erdélyi szász evangélikus lelkész.

## Élete
Tanult szülővárosában, 1833-ban a bécsi protestáns intézetben és 1834-35-ben a berlini egyetemen. 1837-ben a brassói főgimnáziumban collega, 1843-ban lektor és 1856. április 3-tól igazgató volt. 1860. június 9-én a brassói evangélikus egyház lelkészének választotta. 1861-ben a konzisztórium tagja és 1870-ben annak lelkészi tanácsosa lett. Mint gimnáziumi igazgató meghonosította az évi Honterus-ünnepélyt és alapítványt, valamint a tornaiskolát. Meghalt 1881. április 11-én, a húsvét első napján tartott prédikálása után Brassóban.
Munkatársa volt a Siebenbürger Wochenblattnak, úgyszintén a Schul- und Kirchen-Zeitungnak (1851-1852.) Brassóban; cikkei a brassói evangélikus gimnázium Programmjában (1855. Zur Frage des lateinischen Sprachunterrichts an unseren Gymnasien, 1858. Andeutungen über den geographischen Unterricht im Obergymnasium); a Hornyánszky-féle Prot. Jahrbücherben (1857. Die Kirchenordnung aller Deutschen in Siebenbürgen 1547., a brassói könyvtárban levő «Reformatio» német szövege); Aus Siebenbürgens Vorzeit und Gegenwartban (1860. Die Riesenschlange an der Burg. Kronstädter Volkssage).

## Munkái
- Wörtliche Übersetzung des berühmten Andreanischen Privilegiums, welches die ursprüngliche Grundlage der sächsischen Verfassung enthält. Übersetzung des Leopoldinischen Diploms oder der im Jahre 1691. bei der Übergabe Siebenbürgers an das erlauchte Haus Österreich zwischen den Ständen und Leopold I. zu Stande gekommenen Bundesakte. Kronstadt, 1843.
- Uebungsbuch für den ersten Unterricht in der lateinischen Formenlehre. Von S. S. Uo. 1843. és 1844. Két folyam.
- Predigt am Reformationsfeste 1857, gehalten in der grossen Kirche zu Kronstadt. Uo. (2. kiadás 1858. Magyarul: Molnár ev. ref. és Koszta József ág. ev. lelkészek ford. és előszóval kiadták 1858. jan. 31. Uo.)
- Betrachtung über das heilige Abendmahl. Uo. (1857. Nagy-csütörtökön a gymnasium nagy termében tartott beszéd).
- Drei Predigten auf das Fest der Erscheinung Christi. (Dreikönigstag.) Der Reinertrag für die Honterusstiftung. Uo. 1859. (1857., 1858. és 1859. tartott beszédek.)
- Warum auch wir verpflichtet sind uns an der evang. Stiftung des Gustav Adolf-Vereins zu betheiligen. Predigt. Uo. 1861.
- Wie haben wir Evangelische zu den erneuerten Bestrebungen, die Menschheit auf kirchlichem Gebiete in das zwölfte Jahrhundert zurückzuführen, uns zu stellen? Predigt auf den Sonntag Judica 1865. Uo. 1865.
- Die Theses Dr. Martin Luther's an das Geschlecht unserer Zeit. Reformationspredigt, gehalten in der ev. Pfarrkirche zu Kronstadt im Jahre 1868. Uo. 1868.
- Welche Aufgaben stellt der reformatorische Geist der Gegenwart auch unseren Landeskirchen-Versammlungen. Predigt. Uo. 1873.
- Warum so viele Menschen den Glauben an die Unsterblichkeit schwer ergreifen. Predigt am 1. Ostertag 17. April 1881. Uo. 1881.

Szerkesztette és kiadta a brassói főgimnázium évi Programmját 1856-60-ban és a brassói ágostai evangélikus hitközség Jahresberichtjét 1861 és 1880 között. (Ezekben egyházi beszédei is vannak.) Kéziratban a nagyszebeni szuperintendencia levéltárában: De emendanda ratione, qua pueri prima linguae latinae cognitione imbuuntur. Dissertationem paedagogicam scripsit Samuel Schiel gymn. lector II. 1844.